# 9594 Ґарстанґ
9594 Ґарстанґ (9594 Garstang) — астероїд головного поясу, відкритий 4 вересня 1991 року.
Тіссеранів параметр щодо Юпітера — 3,628.